# جاعره الشرقية (السبرة)
جاعره الشرقية
(السبرة)

تعديل مصدري - تعديل

جاعره الشرقيه هي إحدى قرى عزلة مطاية بمديرية السبرة التابعة لمحافظة إب، بلغ تعداد سكانها 285 نسمة حسب تعداد اليمن لعام 2004.